# Amtsgericht Auschwitz
Das Amtsgericht Auschwitz war ein Amtsgericht im Bezirk des 1941 gegründeten Oberlandesgerichtes Kattowitz mit Sitz in Auschwitz in der Provinz Oberschlesien.

## Aufgaben
Das Amtsgericht, das dem Landgericht Bielitz zugeordnet war, bestand von 1939 bis 1944/1945. Sein Hauptzweck war die Schaffung einer zivilrechtlichen Grundlage für den Erwerb des Geländes für das Bunawerk der I.G. Farben, mit dem synthetischer Kautschuk erzeugt werden sollte. Dieser Grunderwerb war als Grundlage für die großen Investitionen erforderlich (Investitionssicherheit). Das Eigentum war bei Beginn der deutschen Besatzung in polnischer Hand. Die Polenvermögensverordnung vom 17. September 1940 ermöglichte die Beschlagnahme, kommissarische Verwaltung und Einziehung von Vermögen von Angehörigen „des ehemaligen polnischen Staates“. Nach § 9 dieser Verordnung konnte beschlagnahmtes Vermögen zugunsten des Deutschen Reichs eingezogen werden, u. a., wenn es „die Festigung des deutschen Volkstums“ erforderte. Reichskommissar für die Festigung deutschen Volkstums war der Reichsführer SS Heinrich Himmler. Die NS-Führung hatte an der Bunaproduktion zur Verringerung der Abhängigkeit von Importen großes Interesse. Himmler wollte dem I.G.-Farben-Konzern KZ-Häftlinge gegen Entgelt zur Verfügung stellen. Deshalb erließ er Hunderte von Beschlagnahmeverfügungen mit dem Ziel zunächst der Einziehung zugunsten des Reiches und letztlich zur Übertragung auf die I.G. Farben.
Dieses Ziel konnte aber nur nach den Regeln des deutschen Rechtes verwirklicht werden. Nach § 873 BGB war dazu die Eintragung der Rechtsänderung in das Grundbuch erforderlich. Die Grundbuchordnung wiederum basierte auf dem Liegenschaftskataster. Weder deutsches Vermessungs- noch Grundbuchrecht hatten dort bis zur Annexion des Gebiets nach dem Polenfeldzug gegolten. Die vorhandenen Vermessungsakten hatten die polnischen Behörden wegschaffen lassen. Eine Vermessung als Voraussetzung für einen Eigentumsübergang musste somit nachgeholt werden.

„Im Sommer 1942 war etwa die Hälfte des Geländes ordentlich parzelliert, die Kataster lägen, stellte die IG bei einer Baubesprechung im September 1942 zufrieden fest, ‚sauber und übersichtlich‘ vor.“

Mit der Umsetzung dieser Vermessungsergebnisse in Grundbücher war das Amtsgericht allerdings überfordert. Nach der Beilegung eines Streites um die Zugehörigkeit von Flächen zwischen der SS mit ihrem Interessengebiet und der Stadt Auschwitz wurden die von der I.G. Farben beanspruchten Gebiete dem Territorium der Stadt Auschwitz einverleibt. Dies hatte jedoch zur Folge, dass Grundbücher für den Konzern erst angelegt werden konnten, wenn die gesamte Stadt grundbuchlich erfasst war. Der Eigentumserwerb war jedoch dringlich, weil die synthetischen Kautschukprodukte für Kriegszwecke benötigt wurden. Erst durch einen Erlass des Reichsjustizministers Otto Thierack wurde dieses Hindernis beseitigt, so dass das Deutsche Reich der I.G. Farben knapp 2500 ha. Land für rd. 4 Mio. Reichsmark verkaufen konnte. Damit hatte das Amtsgericht seine Aufgabe im Wesentlichen erfüllt. Im Januar 1945 räumten die deutschen Besatzer die Stadt. Die Grundbücher sind verlorengegangen.
Ein weiterer Fall, der ebenfalls an das Reichsjustizministerium herangetragen wurde, war der Eigentumserwerb der SS an den Grundstücken ihres Interessengebiets. Oswald Pohl, der Leiter des SS-Wirtschafts-Verwaltungshauptamtes forderte 1942, die Zuständigkeit für den Grunderwerb von den dafür zuständigen verschiedenen Reichsbehörden auf das SS-Bodenamt Kattowitz zu übertragen und konnte hierzu auch einen Konsens erzielen. Allerdings weigerte sich der Amtsrichter Hindemith, dem Umschreibungsantrag des SS-Bodenamtes zu entsprechen. Erst sein Nachfolger gab Anfang 1944 dem Ersuchen statt, so dass es keiner Entscheidung des Reichsjustizministeriums bedurfte. Es nahm den entsprechenden Bericht zur Kenntnis und eine Abschrift zu den Akten. Zuständig war die Hilfsreferentin im Grundbuchreferat des Ministeriums, Regierungsrätin Wiltraut Rupp-von Brünneck.

## Richter
Es gab jeweils nur einen einzigen Richter bei dem Gericht:
- Werner Günther (1. November 1939–Februar 1943)
- Günther Hindemith (Beginn nach der Amtszeit Günthers, Ende vor März 1944[8])
- Gerhard Thiele (letzter Richter, wohl schon nicht mehr in Auschwitz ansässig)